# Sybra schurmanni
Sybra schurmanni är en skalbaggsart som beskrevs av Stefan von Breuning 1983. Sybra schurmanni ingår i släktet Sybra och familjen långhorningar. Inga underarter finns listade i Catalogue of Life.